# 세이칸 터널

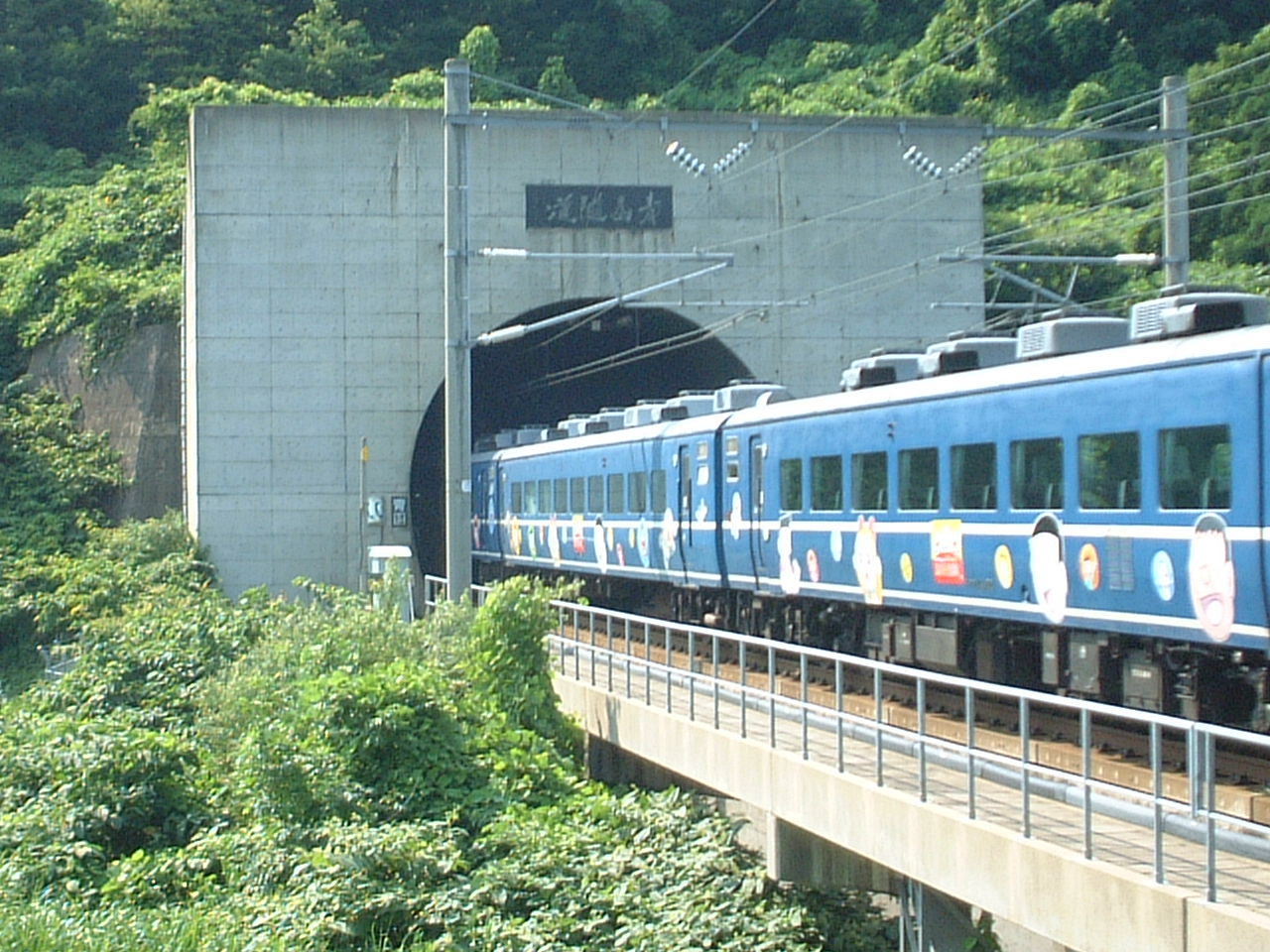
세이칸 터널 입구 광장에서 촬영한 혼슈측 입구부분 아오모리현 이마베쓰정

단면도

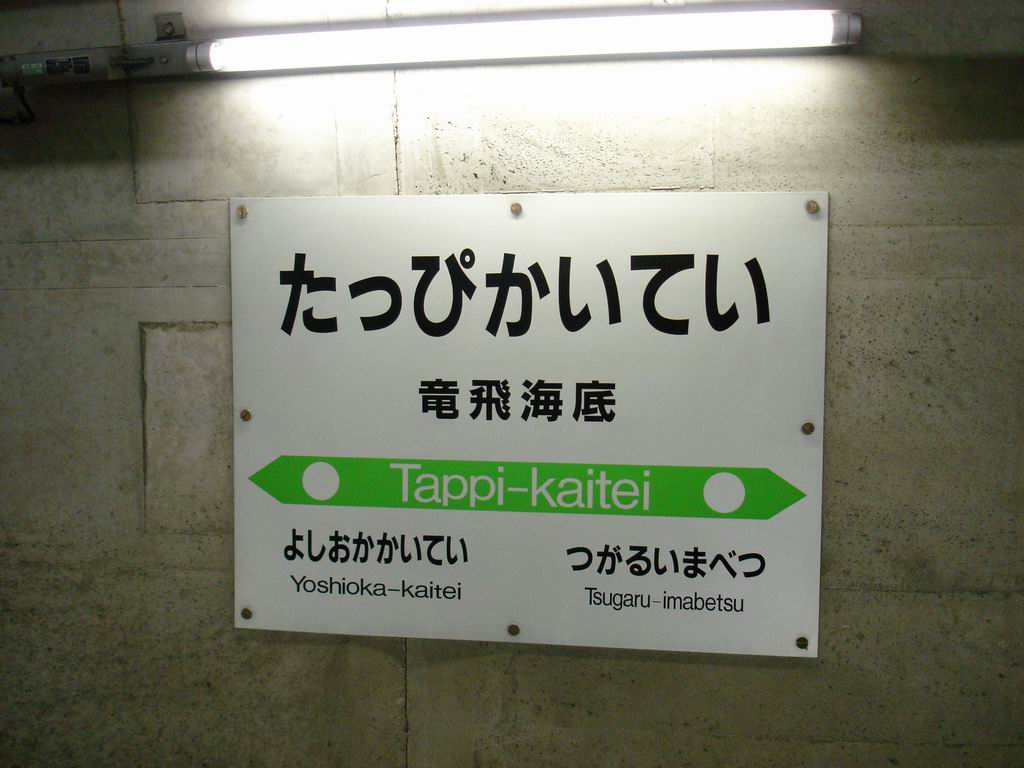
해저에는 터널 내부, 해저보다 깊은 지하에 역이 있었다(닷삐해저역）

해저부표준단면도
1.본갱 · 2.작업갱 · 3.선진도갱 · 4.연락 유도로

세이칸 터널(일본어: 青函トンネル 세이칸톤네루[*])은 일본의 혼슈와 홋카이도 사이의 쓰가루 해협을 관통하여 두 지역을 연결하는 해저 터널로, 아오모리현 히가시쓰가루군 이마베쓰정하고 홋카이도 가미이소군 시리우치정을 잇는다.
1964년 3월 23일에 공사가 개시되었고, 27년만인 1988년 3월 13일에 정식 개통되었다.
터널 개통시는 가이쿄 선(협궤)만이 지났으나, 2016년 3월 26일에 홋카이도 신칸센(표준궤)도 이 터널을 지날 수 있도록 궤도 1선을 추가해 3선 궤도로 개통하였다.
터널 중 일부는 TBM 공법이나 NATM 공법으로 시공된 곳도 있으나, 대부분이 재래식 공법으로 시공되었다.
터널의 총길이는 53.85 km로 이 중 해저구간이 23.3 km이고, 최저 지점은 해발 -240 m로 수심 140 m인 해저(海底)보다 100 m 아래다.
세계에서 가장 긴 터널이었으나, 2016년 6월 1일에 스위스의 고트하르트 베이스 터널이 개통되어 2위로 밀려났다.

## 개요
쓰가루 해협 해저 약 100m의 땅속을 뚫어 마련된 터널인데 길이 53.85km(해저부 23.30km, 육상부 30.55km)는 교통 기관용의 터널로는 일본 제일 및 동양 제일이다.
크기는 약 53.9km임에서 존 539의 애칭이 있었다.
교통 기관용 땅굴과 세계 2위의 길이인 해저 터널 및 협궤의 터널로는 세계 제일의 길이와 깊이를 가진 교통 기관용 땅굴이다.
해저부의 총거리에서는 영불해협 터널이 세계 제일의 길이를 가진다.
- 1964년 3월 23일 착공, 1988년 3월 13일에 개통, 공사 기간 24년.
- 총연장 : 53.85km, 2016년 6월 1일 스위스 고트하르트 베이스 터널이 개통되기 전까지 세계 최장의 길이를 가진 교통 기관용 땅굴이었다.
- 공사비용 : 당초 계획 예산은 6,900억엔이었으나, 2,100억 엔이 추가 지출되어 실제 지출된 예산은 9,000억엔에 달함.
- 건설인력 : 연 1, 370만 명으로, 당시 일본의 도호쿠 지방 6개 현[1] 인구의 1.4배. 공사 중 순직한 작업인부는 34명, 부상자는 1,424명.
- 굴착 심도 : 해저 깊이 약 100m, 복선철도 터널로 건설,방재설비로 해저부에 긴급 구난역 2곳이 있음.
- 화약 2,900톤, 콘크리트 85만 톤(히말라야 14좌를 모두 쌓고도 남는 양임). 철재 사용량 168,000톤.
- 터널 내 52,75km는 60kg/m 레일을 하나로 용접한 장대레일 부설.
- 터널 건설중 이상 출수로 공기 지연, 추자 공사비 소요 등 장애요인 발생.

### 건설 중 이상 출수
| 공구     | 연도    | 장소   | 최대출수량(분) | 복구일수 |
| -------- | ------- | ------ | -------------- | -------- |
| 닷피     | 1969.2  | 사갱   | 11             | 214      |
| 닷피     | 1974.12 | 작업갱 | 6              | 172      |
| 요시오카 | 1974.1  | 작업갱 | 11             | 362      |
| 요시오카 | 1976.5  | 작업갱 | 85             | 162      |

- 콘크리트 두께(cm)
  - 작업갱, 사갱, 선전도갱 등 소규모 터널 : 약 20
  - 본갱(열차가 다니는 대규모 터널) : 약 70

- 선전 보링 : 변화가 많은 지반을 정학하게 판단하여 굴삭방법을 검토하는 역할.
  - 연장 : 121km
  - 시공공수 : 273공

### 현재 해저터널 이용 현황
세이칸 터널에는 하루 여객열차 37편, 화물열차 55편 든 모두 92편의 열차가 통과. 터널 이용자는 연 300만 명 수준.

### 2015년, 도호쿠신칸센 개통
- 2015년에는 신칸센이 세이칸 터널을 지나가게 될 예정. 기존 협궤(1,067mm) 옆에 표준궤를 부설. 신칸센의 경우 일반 열차하고 달리 표준궤(1,435mm)를 사용.
- 2015년 12월 4일 일본 도호쿠지방을 연결하는 도호쿠신칸센이 아오모리까지 연장 개통.

세이칸 터널 기코나이역 방식에는 매우 짧은 차양으로 뒤덮인 코모나이 강 교량, 더 길이 약 1.2km의 제1유노 사토 터널이 이어지는 세이칸 터널로 일체화되고 있으며 이들을 포함한 터널 형태 구조물의 총연장은 약 55km로 중앙선 청량리-원덕역 사이의 거리하고 맞먹는다.
그러니 어느 정도의 길이인지 짐작이 갈 것이다.
덧붙여 터널의 최심 지점에는 청색과 녹색의 형광등에 의한 표시가 있었지만, 홋카이도 신칸센의 개업전에 철거되었다.
세이칸 터널을 포함한 구간은 당초 재래선의 "해협선"로서 개업했지만 당초부터 신칸센 규격으로 건설됐으며 2016년 3월 26일부터 삼선 레일을 홋카이도 신칸센이 주행하고 있다.
또 세이칸 터널은 통신의 대동맥이기도 하다. 세이칸 터널안에는 개통 당시의 일본 텔레콤(이후 소프트뱅크 텔레콤, 소프트뱅크 모바일을 거쳐 현재의 소프트뱅크)과 KDDI가 광섬유 케이블을 부설하고 있어 홋카이도와 혼슈를 연결하는 전신·전화의 중요한 관로가 되고 있다.
일본 철도건설공단에 의해 건설공사가 행해져 공단을 인계받은 독립행정법인 철도건설·운수시설 정비 지원기구가 터널을 소유하고 있다. 터널을 주행하는 열차를 운행하고 있는 JR홋카이도는 기구에 터널 사용료를 지불하고 있다.
그 액수는 조세 및 관리비 정도로 알려졌으며 연간 4억(40억 원)엔이다. 또, 터널내의 철도 부설 부분에 대해서는 JR홋카이도 소유로서 정비되고 있어 이 부분의 유지 관리비는 연간 약 8억엔(80억 원)이 되고 있다.
1999년도부터 개수 사업이 진행되고 있어 사업비 중 3분의 2를 국가의 보조금으로 마련하고 3분의 1을 JR홋카이도가 부담하고 있다.
해저에 있어 시설의 노후화가 빠른 구간을 관할하는 JR홋카이도에 있어서, 세이칸 터널의 보수 관리는 큰 문제가 되고 있다.
또 개업 당초에는 승차권에서만 탄 세이칸 연락선의 대체라는 의미도 있어 주된 수송이 쾌속"해협"에서 열리고, 특급"하츠카리"는 일부 속달성을 요하는 시간에만 이었지만, 2002년 12월 하루의 토호쿠 신칸센 하치노헤 개업에 따른 열차 체계가 대폭 변경되어 특급·급행 열차만 한다.
2016년 3월 26일의 홋카이도 신칸센 개업 이후에는 정기 여객 열차는 홋카이도 신칸센만 되고 있다.
덧붙여서, 세이칸 터널의 중앙부는, 공해하의 건조물이라고 하는 것으로, 개업전에 그 귀속 및 고정 자산세의 과세의 가부가 문제가 되었지만, 터널내에는 영토와 같게 일본의 주권이 미치는 것이라고 판단되었다.그에 따라 각 자치체에 편입되어 고정자산세도 거기에 따라 과세되게 되었다.
전체 공정에서 순직자는 34명. 류비자키에 순직자의 비가 서 있다.

## 방재 설비
세이칸터널 '일본에서 가장 긴 해저터널'이라는 특수 조건이므로, 만일의 사고·재해 방지를 위해서 엄중한 안전 대책이 이루어지고 있으며, 터널 내는 종일 금연·화기 사용 엄금이다. 터널 안에는 일반 건물용보다 고감도 연기와 열감지기가 많이 설치돼 있어 미미한 연기를 감지해도 열차 운행이 멈춘다. 또 개업 첫날에는 3개 화재 탐지기가 오작동을 일으키며 쾌속"해협" 등이 최대 39분이나 지연되는 일이 벌어졌다.
또한 2015년 4월 발생한 특급 열차의 발연 문제(후술)를 토대로 JR홋카이도는 세이칸 터널의 승객 대피 매뉴얼이나 피난소 설비 등을 개선할 뜻을 나타내고 있다. 정점 등 육지 저부에 있는 시설을 확충하고 정점의 케이블 카(정원 15명)의 짐받이에 좌석을 설치, 정원을 늘리는 외, 대피소 벤치와 화장실 등도 증설한다. 또 터널의 육지 저부에 4개 있는 자재 운반용 사갱을 새롭게 탈출로로 활용하는 사갱, 작업 수갱 선진 도갱 작업 수갱 선진 도갱에는 연락 항공기 유도로가 약 600m간격으로 설치되어 있다. 육지 저부에는 상요시(상 용지)호로 나이(포장 없다), 시라흐(정신), 미타케(미타케)의 4개 사갱이 있는 계단 외, 자동차의 통행이 가능한 사로이 설치되어 있다. 세이칸 터널 내로 이동하는 사태가 발생했을 경우, 장애인·상태 불량자를 터널 내에 있는 보수 작업용 자동차 등에 승차시키는 것도 검토하고 있다.

## 송전선 설비
세이칸 터널을 이용하는 혼슈와 홋카이도를 잇는 송전선의 건설이 진행되며 2019년 3월에 "새 기타 모토 등 계 설비"로서 운용을 개시했다.이 송전선은 30만 kW분의 송전을 실시할 수 있는 직류 성분 전송이다.기존 홋카이도와 혼슈를 잇는 송전선은 해저 케이블로 조달되고 있었지만, 선박의 닻이 걸려서 손상하는 등의 트러블이 일어났고, 세이칸 터널을 이용하면 안전성이 확보되다거나 부설 비용도 줄이는 이점도 있다고 여겨지며 기존의 해저 케이블로 루트와 함께 90만 kW규모의 전력 송전이 가능했다.

## 같이 보기
- 율현터널
- 채널 터널
- 고트하르트 베이스 터널
- 사할린-홋카이도 터널
- 사할린 터널
- 한일 해저 터널
- 보령해저터널

1. ↑  기타토호쿠 지역의 이와테, 아오모리, 아키타 3개 현으로, 도호쿠 지방의 남쪽은 미나미토호쿠로, 미나미토호쿠 지역의 야마가타, 미야기, 후쿠시마 3개 현으로, 넓은 뜻으로는 니가타현 북부 가에쓰 지방을 포함하기도 한다.